# Prooncholaimus obtusicaudatus
Prooncholaimus obtusicaudatus is een rondwormensoort uit de familie van de Oncholaimidae.